# 奧特湖 (奧里希縣)
53°24′40″N 7°42′45″E / 53.41111°N 7.71250°E

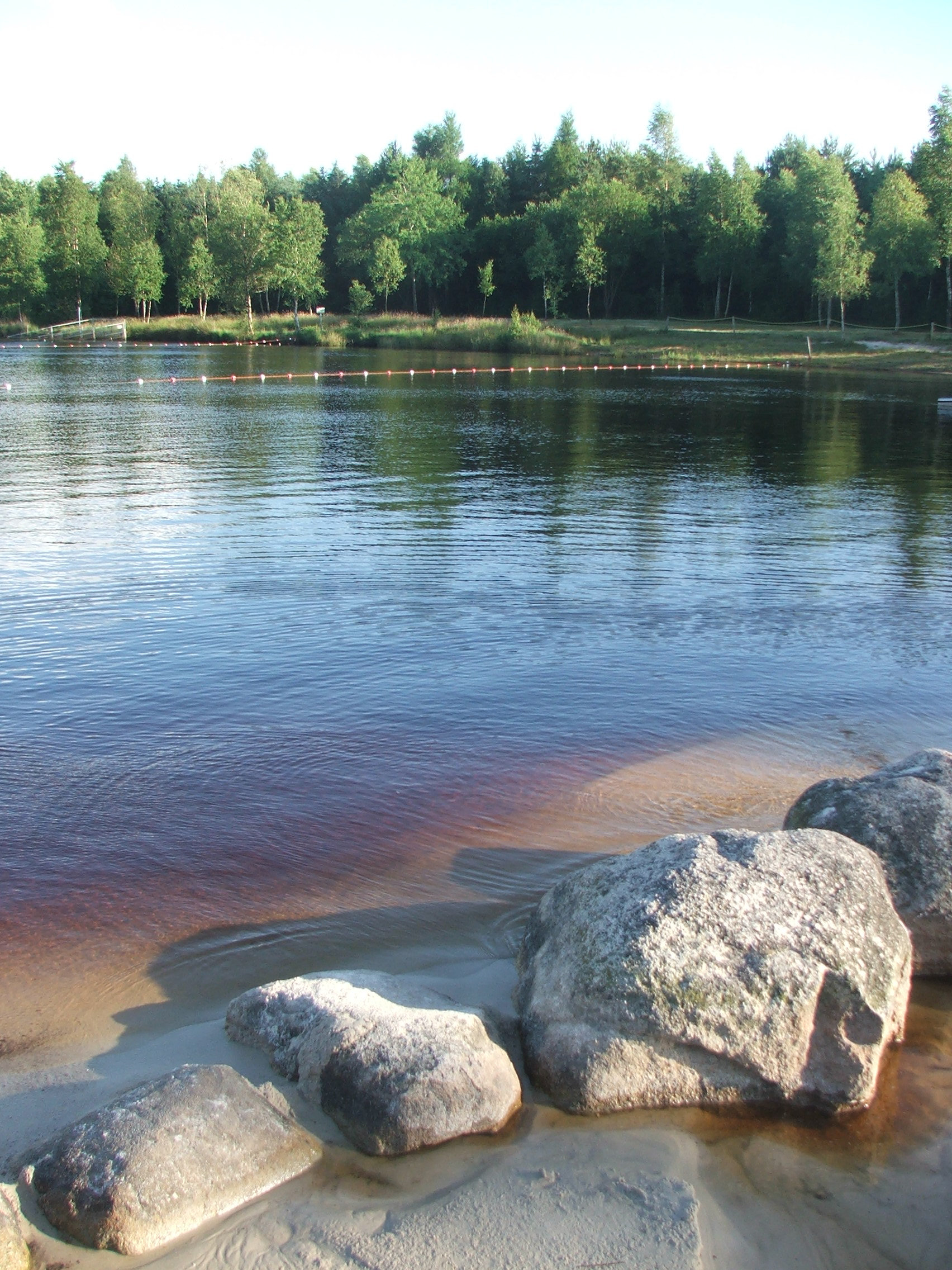

奧特湖（德語：Ottermeer），是德國的人工湖泊，位於該國西北部，由下薩克森州負責管轄，處於奧里希縣的維斯莫爾，長0.8公里，面積0.13平方公里，平均水深2米。